# William T. Jeter
William Thomas Jeter (* 19. Oktober 1850 im Menard County, Illinois; † 15. Mai 1930 in Santa Cruz, Kalifornien) war ein US-amerikanischer Politiker. Zwischen 1895 und 1899 war er Vizegouverneur des Bundesstaates Kalifornien.

## Werdegang
Im Jahr 1857 kam William Jeter mit seinen Eltern in das Livingston County in Missouri. Dort erwarb die Familie eine Farm und William besuchte die öffentlichen Schulen seiner neuen Heimat. Nach einem anschließenden Jurastudium am Hastings College of the Law in San Francisco und seiner Zulassung als Rechtsanwalt begann er um 1877 in Santa Cruz in diesem Beruf zu arbeiten. Gleichzeitig schlug er als Mitglied der Demokratischen Partei eine politische Laufbahn ein. 1882 wurde er Bezirksvorsitzender seiner Partei im Santa Cruz County. Anschließend war er dort für drei Amtszeiten Bezirksstaatsanwalt. Er saß im Stadtrat von Santa Cruz und war von 1892 bis 1894 auch Bürgermeister dieser Stadt. Seit 1893 fungierte er zudem als Präsident der Santa Cruz County Bank. Dieses Amt bekleidete er 37 Jahre lang.
Nach dem Tod von Vizegouverneur Spencer G. Millard wurde Jeter von Gouverneur James Budd zu dessen neuem Stellvertreter ernannt. Als Vizegouverneur amtierte er zwischen dem 25. Oktober 1895 und dem Ende der Amtszeit Anfang 1899. Dabei musste er oft den Gouverneur vertreten. Außerdem war er Vorsitzender des Staatssenats. Nach seiner Zeit als Vizegouverneur praktizierte William Jeter wieder als Anwalt. Außerdem war er weiterhin als Bankpräsident tätig. Im Juni 1916 nahm er als Delegierter an der Democratic National Convention in St. Louis teil, auf der Präsident Woodrow Wilson zur Wiederwahl nominiert wurde. Er starb am 15. Mai 1930 in Santa Cruz, wo er auch beigesetzt wurde.